# Wilhelm von Leube
'Wilhelm Olivier von Leube (født 14. september 1842 i Ulm, død 17. maj 1922) var en tysk læge.
Leube blev 1872 professor i speciel patologi og terapi samt direktør for den medicinske klinik i Jena. I 1874 forflyttedes han til Erlangen og 1885 til Würzburg. Han har navnlig givet sig af med fysiologisk kemi, mave-, tarm- og nyresygdomme. Af hans arbejder må fremhæves: Über die Wirkung des Dünndarmsaftes (1868), Über die Ernährung vom Mastdarm aus (1872), Die Magensonde (1879), Über die Behandlung der Urämie (1883), Specielle Diagnose der innern Krankheiten (2 bind, 3. oplag 1891—1893), og i Hugo von Ziemssens store Handbuch der Pathologie & Therapie: "Die
Krankheiten des Magens und Darmes" (1875, 2. oplag 1878).